# Sojoez MS-11
Sojoez MS-11 (Russisch: Союз МС-11) is een ruimtevlucht naar het Internationaal ruimtestation ISS. Het is de 140ste vlucht van een Sojoez-capsule en de elfde van het nieuwe Sojoez MS-type. Om te voorkomen dat het ISS tijdelijk onbemand raakt na het mislukken van vlucht Sojoez MS-10 is de lanceerdatum van Sojoez MS-11 van 20 december naar 3 december 2018 verschoven. Dat is voor Sojoez MS-09 het ISS verlaat in plaats van daarna. Tijdens deze vlucht werden drie bemanningsleden naar het Internationaal ruimtestation ISS vervoerd voor ISS-Expeditie 58.

## Bemanning
| Positie           | Ruimtevaarder                            |
| ----------------- | ---------------------------------------- |
| Commandant        | Oleg Kononenko, RSA 4e ruimtevlucht      |
| Flight Engineer 1 | David Saint-Jacques, CSA 1e ruimtevlucht |
| Flight Engineer 2 | Anne McClain, NASA 1e ruimtevlucht       |

### Reservebemanning
| Positie           | Ruimtevaarder            |
| ----------------- | ------------------------ |
| Commandant        | Aleksandr Skvortsov, RSA |
| Flight Engineer 1 | Luca Parmitano, ESA      |
| Flight Engineer 2 | Andrew Morgan, NASA      |